# Chợ nổi Cà Mau
Chợ nổi Cà Mau  là một chợ nổi trên sông Gành Hào, cách cầu Gành Hào khoảng hơn 200 m, thuộc địa bàn phường Lý Văn Lâm, tỉnh Cà Mau. Ngày trước, chợ ở giữa ngã ba chùa Bà cách đó khoảng hơn chục cây số. Xưa kia, đây là nơi tụ tập kiếm sống của người tứ xứ và bán nhiều loại hàng hóa khác nhau. Bây giờ, chợ chỉ còn bán các sản vật của miệt vườn.

## Đặc điểm
- Là chợ địa phương, nhiều nhất là các ghe thuyền đến từ các vùng Ngọc Hiển, Đầm Dơi, Cái Nước, Năm Căn… đem hàng tới chợ nổi trên sông Gành Hào.
- Chợ nổi Cà Mau bây giờ chỉ tập trung bán sỉ những mặt hàng nông sản tươi và rau trái được đem đến từ những miệt vườn. Ở đây hội tụ rất nhiều loại trái cây và sản vật miệt vườn như: đu đủ, xoài, ổi, chôm chôm, khóm, thơm, dừa nước, dưa gang, khế, bí, bầu, cà chua, khoai tây...
- Là nơi giao thoa của cư dân vùng sông nước, nơi hội ngộ của ba con sông: Sông Tiền, sông Hậu và sông Trẹm.
- Chợ còn là nơi bán một thứ rất đặc trưng là chiếu rong - những ghe chiếu đã trở thành cảm hứng để soạn giả Viễn Châu thuở nào viết nên bài ca vọng cổ Tình anh bán chiếu.
- Chợ trên sông nên khách mua hàng cũng phải đi xuồng hoặc đò. Khách đi chợ chỉ cần ngồi trên con đò lướt nhẹ qua những ghe hang.
- Chợ nổi Cà Mau nhóm họp trên sông suốt khoảng 3-4 giờ sáng đến chiều tối. Ở đây, người ta cũng buôn bán theo phường, hội giống như các chợ khác trên bờ.